# Куртник
Ку́ртник (Dumetia hyperythra) — вид горобцеподібних птахів родини тимелієвих (Timaliidae). Мешкає в Індії, Непалі і на Шрі-Ланці.

## Опис

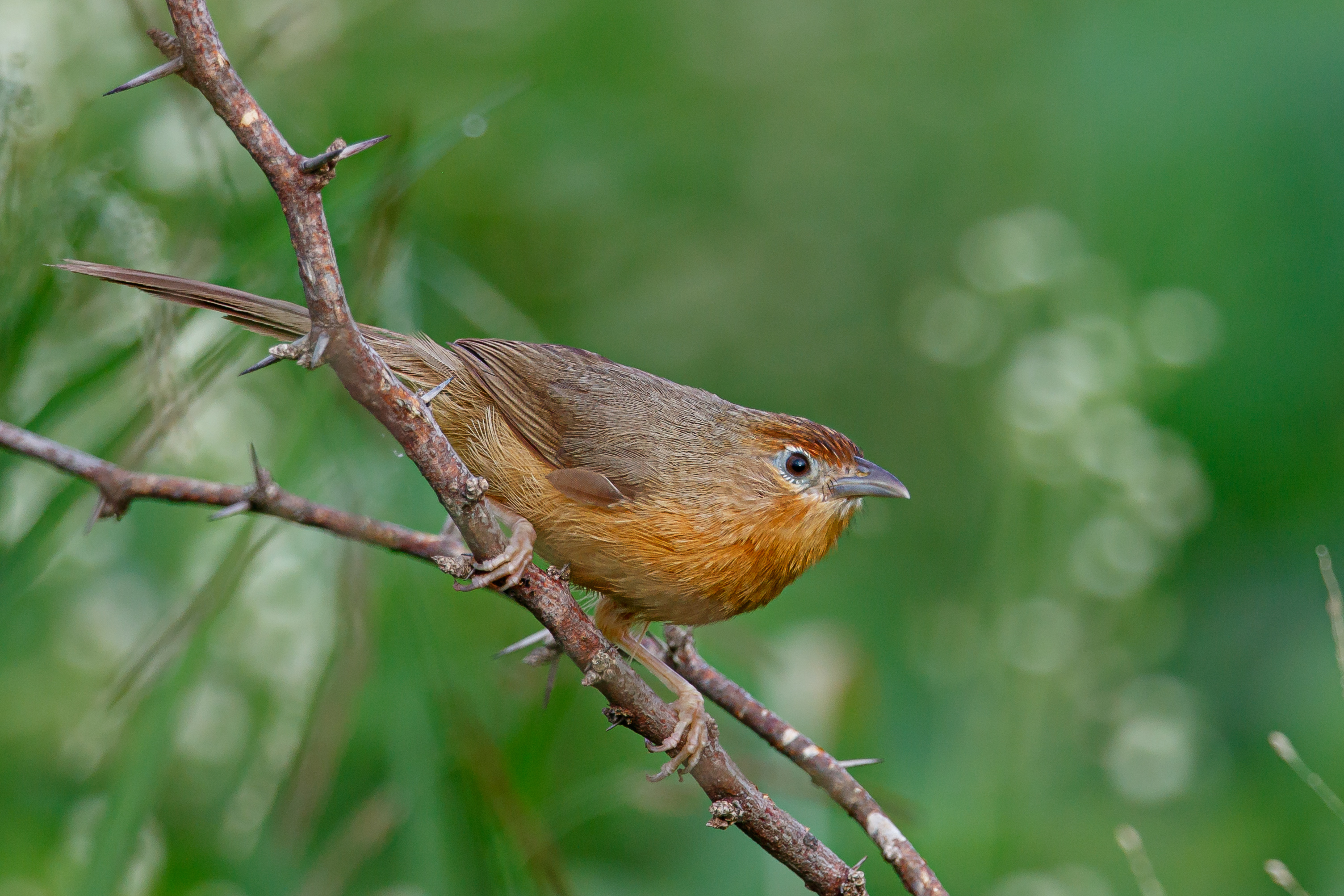
Куртник

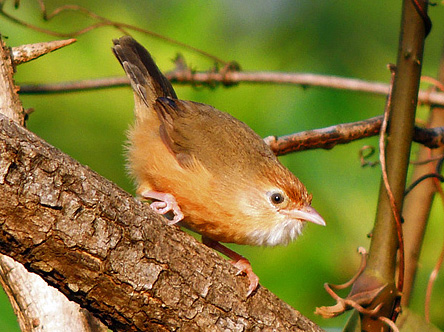
Куртник (підвид D. h. albogularis)

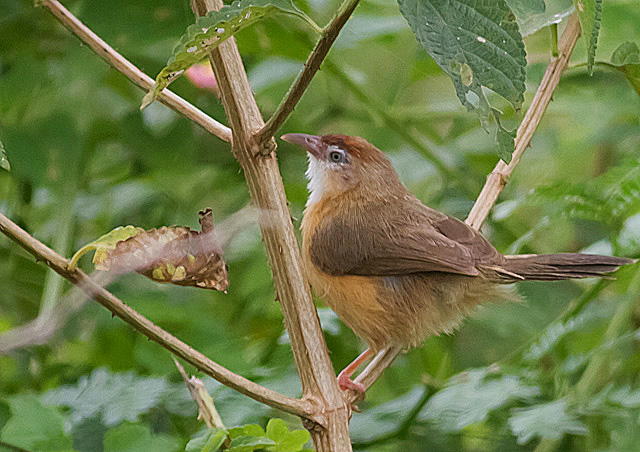
Куртник (підвид D. h. phillipsi)

Довжина птаха становить 13 см, враховуючи довгий, заокруглений хвіст. Верхня частина тіла темно-коричнева, нижня частина тіла оранжево-жовта. Верхня частина голови рудувато-сіра. Хвіст оливково-коричневий. У представників підвидів D. h. albogularis і D. h. phillipsi горло білувате. У представників підвиду D. h. phillipsi нижня частина тіла загалом світліша, а дзьоб більший і міцний.

## Підвиди
Виділяють три підвиди:
- D. h. hyperythra (Franklin, 1831) — південний захід Непалу, південна і центральна Індія;
- D. h. albogularis (Blyth, 1847) — західна і південна Індія (від Раджастхану і східного Гуджарату до річки Крішни і далі на південь);
- D. h. phillipsi Whistler, 1941 — Шрі-Ланка.

## Поширення і екологія
Куртники живуть у сухих і вологих чагарникових заростях та на луках. Зустрічаються переважно на висоті до 900 м над рівнем моря, однак у південній Індії подекуди на висоті до 1800 м над рівнем моря, а на Шрі-Ланці на висоті до 1800 м над рівнем моря.

## Поведінка
Куртники зустрічаються зграйками від 5 до 12 птахів. Живляться комахами, насінням та нектаром Bombax і Erythrina. Сезон розмноження триває з травня по вересень. Гніздо кулеподібне, зроблене з бамбукового листя і трави. В кладці 3-4 яйця, насиджують і самці і самиці. На Шрі-Ланці за сезон може вилупитися кілька виводків. Куртники іноді стають жертвами гніздового паразитизму смугастих кукавок.